# Vlag van Stellendam

Vlag van Stellendam

De vlag van Stellendam werd op 1 april 2019 door het Nederlandse dorp Stellendam in gebruik genomen. De vlag bestaat uit een witte zwaan zwemmende op een zee, met zes banen van wit en groen. De vlag werd ontworpen door het Streekmuseum Goeree-Overflakkee.
De vlag verschilt op details van het wapenbeeld: de golven in de onderhelft zijn strakgetrokken en de zwaan heeft een oranje snavel in plaats van een rode. Met zijn opgestoken vleugels verdedigde hij zijn element, het water, lange tijd tegen de landaanwinning, die gedurende de achttiende eeuw uiteindelijk tot stand kwam.

## Verwante afbeeldingen

Het wapen van Stellendam

Achthuizen
· Den Bommel
· Dirksland
· Dubbeldam
· Goedereede
· Gouderak
· Heerjansdam
· Herkingen
· Hoek van Holland
· Kaag
· Katwijk
· Kijkduin
· Klaaswaal
· Lekkerkerk
· Lisse
· Maasdam
· Maasland
· Melissant
· Middelharnis
· Nieuwe-Tonge
· Noordeloos
· Ooltgensplaat
· Ouddorp
· Oude-Tonge
· Rijnsburg
· Rockanje
· Scheveningen
· Sommelsdijk
· Stad aan 't Haringvliet
· Stellendam
· Tiengemeten
· Valkenburg
· Wieldrecht